# Barra Head Lighthouse
Barra Head Lighthouse är en fyr på Barra Head Island på Yttre Hebriderna som markerar inseglingen till sundet The Minch mellan ögruppen och det skotska fastlandet. Det är Europas högsta fyr med en lyshöjd på 208 meter.
Fyren, som tändes första gången den 15 oktober 1833, ritades av den skotske ingenjören Robert Stevenson och byggdes av James Smith från Inverness. Den var utrustad med en oljelampa som byttes mot en brännare med glödnät år 1906.
De sista fastboende lämnade ön 1910 så för att underlätta kontakt med fastlandet installerades en radiosändare. En pir byggdes i slutet av 1930-talet och inför   andra världskriget installerades ett avancerat radarsystem.

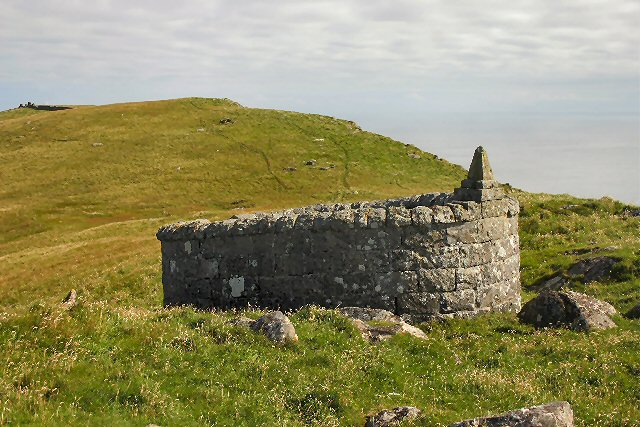
Kyrkogården.

Fyren på Barra Head automatiserades år 1980 och avbemannades den 23 oktober, när den sista fyrvaktaren med familj lämnade ön, och styrs nu från fyren på Oigh Sgeir. Den elektrifierades i september 1993 bortsett från brännaren som eldas med acetylen och tänds och släcks med en solventil. Elektriciteten kommer från batterier som laddas av en dieseldriven generator två gånger i veckan.
Fyrvaktarbostaden, som länge förföll och hotades av rivning, har renoverats och är liksom fyren och kyrkogården upptagna på listan över Listed Buildings i Skottland.